# Neotrichus serraticollis
Neotrichus serraticollis là một loài bọ cánh cứng trong họ Zopheridae. Loài này được Sasaji miêu tả khoa học năm 1986.